# Бергер, Артур Семёнович
Арту́р Семёнович Бе́ргер (нем. Artur Berger; 27 мая 1892, Вена — 11 января 1981, Москва) — советский художник кино австрийского происхождения. Заслуженный художник РСФСР (1968).

## Биография
Родился в Вене в семье служащих Полины и Саймона Бергера. После окончания гимназии в течение полугода брал уроки графики, в 1911 году продолжил обучение в Венской школе декоративно-прикладного искусства (Kunstgewerbeschule), но помешала начавшаяся Первая мировая война. Его учителями были Оскар Штрнад и Йозеф Хоффман, по рекомендации последнего в 1916 году он получил работу художника в австрийской кинокомпании Sascha-Filmindustrie AG, где оформил более 40 фильмов. Также много работал на киностудиях Праги, Парижа.
В 1936 году получил приглашение от студии «Межрабпомфильм» для работы в Советском Союзе над антифашистским фильмом «Болотные солдаты», в том же году начал работать на киностудии «Мосфильм». Получил советское гражданство в 1939 году. В годы ВОВ работал на объединëнной киностудии в Алма-Ате (1942—1946). В период с 1948 по 1953 год главным образом трудился над театральными постановками во Фрунзе. С середины 1950-х годов — вновь на «Мосфильме».   
Скончался 11 января 1981 года в Москве. Похоронен на Ваганьковском кладбище.

## Фильмография

### Художник
- 1920 — В погоне за счастьем / Jagd nach dem Glück
- 1920 — Принц и нищий[нем.]
- 1921 — Лабиринт ужасов[англ.]
- 1921 — Мёртвый свадебный гость[нем.]
- 1922 — Маркиз Боливар / Der Marquis von Bolibar
- 1922 — Цыганская любовь[англ.]
- 1923 — Юный Медард[нем.]
- 1924 — Гарун Аль Рашид[нем.]
- 1924 — Луна Израиля[нем.]
- 1924 — Саламбо / Salambo
- 1925 — Игрушка из Парижа[англ.]
- 1926 — Поджигатели Европы[англ.]
- 1927 — Его Высочество танцор / Seine Hoheit, der Eintänzer
- 1927 — Кайзерджагер / Kaiserjäger
- 1927 — Кафе «Электрик»[нем.]
- 1927 — Пратермицци[нем.]
- 1927 — Тингель Тангел[англ.]
- 1928 — Любовь в мае / Liebe im Mai'
- 1928 — Судьба дома Габсбургов[англ.]
- 1928 — Кружевные трусики и неудача сапожника / Spitzenhöschen und Schusterpech
- 1929 — Покорность / Hingabe
- 1929 — Женщина на кресте / Das Weib am Kreuze
- 1929 — Шампанское / Champagner
- 1931 — Великая любовь[нем.]
- 1931 — Венские волшебные звуки / Wiener Zauberklänge
- 1931 — Дело полковника Редля[англ.]
- 1932 — Тоска 202[англ.]
- 1932 — Молодая девушка и миллион[фр.]
- 1932 — Медовый месяц втроём[англ.]
- 1932 — Свадебное путешествие[англ.]
- 1932 — Тряпичные кавалеры / Lumpenkavaliere
- 1933 — Великая княгиня Александра[нем.]
- 1933 — Приключения в Лидо[нем.]
- 1934 — Карнавал и любовь / Karneval und Liebe
- 1935 — Всё для женщины[англ.]
- 1935 — Всё для компании[нем.]
- 1935 — Tanecek panny márinky / Танец Девы Марии
- 1935 — Последняя любовь[нем.]
- 1935 — Боязнь сцены[нем.]
- 1935 — Её Высочество танцует вальс[нем.]
- 1935 — Дневник влюблённой женщины[англ.]
- 1936 — Песня судьбы[фр.]
- 1936 — Верблюд сквозь игольное ушко[чеш.]
- 1936 — Сегодня самый прекрасный день в моей жизни[нем.]
- 1937 — Болотные солдаты (совместно с А. Вайсфельдом)
- 1938 — Борьба продолжается (совместно с С. Козловским)
- 1939 — Ошибка инженера Кочина
- 1940 — Любимая девушка
- 1940 — Старый наездник (совместно с В. Камским)
- 1941 — Свинарка и пастух
- 1942 — Убийцы выходят на дорогу
- 1943 — Жди меня (совместно с В. Камским)
- 1944 — Небо Москвы
- 1948 — Сказание о земле Сибирской (совместно с Б. Чеботарёвым)
- 1956 — Тайна вечной ночи
- 1955 — Крушение эмирата (совместно с А. Вайсфельдом и П. Временко)
- 1958 — Рассказы о Ленине (совместно с П. Киселёвым)
- 1959 — Аннушка
- 1960 — Евгения Гранде
- 1961 — «Иностранцы» из киноальманаха «Совершенно серьёзно»
- 1962 — Бей, барабан!
- 1964 — Сказка о потерянном времени
- 1965 — Операция «Ы» и другие приключения Шурика
- 1967 — Крепкий орешек (совместно с С. Воронковым)
- 1973 — Человек в штатском

### Режиссёр
- 1916 — Фрау Ева[нем.]

### Сценарист
- 1916 — Фрау Ева[нем.]
- 1931 — Большая любовь[нем.]

## Звания
- Почётная грамота Верховного Совета Киргизской ССР — «За заслуги в области театрального искусства» (1950)[3].
- Заслуженный художник РСФСР (1968)[4].